# Guilty Gear Dust Strikers
Guilty Gear Dust Strikers (ギルティギア ダストストライカーズ, Giruti Gia Dasuto Sutoraikāzu), ou Guilty Gear DS, é um jogo de luta da série Guilty Gear lançado para Nintendo DS. Seu desenvolvimento começou a ser feito após o de Guilty Gear Isuka e também permite lutas de 4 jogadores simultâneamente. Este foi o primeiro jogo de luta para DS que foi lançado fora do Japão.
Guilty Gear Dust Strikers é também o primeiro jogo da série Guilty Gear, até agora, a possuir mini-jogos, abrangendo do Balance Game onde o jogador deve ajudar uma versão super deformada de Jam a equilibrar os itens que caem com o seu prato, ao Venom's Billiards, onde coloca o jogador e seu oponente num jogo com estilo de sinuca. São 7 mini-jogos no total.

## Personagens
O jogo possui 21 personagens selecionáveis ao todo mas somente 20 deles possuem história no jogo, sendo o Robo-Ky a tal exceção. O chefe dos modos Story e Arcade do jogo é Gig, um monstro gigante com aparência de inseto que possui um anjo anexo à metade de baixo de seu corpo que não possui muitos detalhes.